# Radnich István
Radnich István (angolul: Stephen Radnich) (Magyarország, 1828. július 24. – Davis City, Iowa, 1912. szeptember 13.) magyar és amerikai szabadságharcos, asztalos, farmer, bankelnök. Testvérei Radnich Imre, Radnich János.

## Életútja
Az 1848-49-es magyar szabadságharcban honvédként harcolt, majd tűzmester lett, Bem József alatt is szolgált lovassági és tüzérségi hadnagyként. Bem kitüntette őt 1849 május 1-én. Kende Géza adta közre e kitüntetés szövegét. Szabadságharcos aktivitása miatt egy időt fogságban töltött, majd Glasgowból 22 évesen, 1850 március 7-én érkezett meg New Yorkba több mint húsz emigráns társával együtt. Különböző állomáshelyei voltak, Little Rock (Arkansas), Louisville (Kentucky), Davenport (Iowa), New Buda (Iowa), Davis City (Iowa). Megtanulta az asztalosmesterséget, s a polgári életben eleinte mindig ezzel a mesterséggel boldogult, házakat is épített, később a gazdálkodás is igen jól ment neki, idővel 700 holdas birtoka valóságos mintagazdaság lett.
Az amerikai polgárháborúban a nemzetőrségben szolgált. Idősebb korában Iowa államban a volt New Budához legközelebbi Davis City-i Farmers Bank elnökeként működött. Másfél évtizedig a helyi iskolaszéknek is elnöke volt, szorgalmazta a közoktatás színvonalának fejlesztését. A helyi politikában a radikális republikánusokat támogatta. 
Sikerült hazalátogatnia Magyarországra az 1896-os millenniumi ünnepségekre, egyik fiát és leányát is magával hozta, meglátogatták a budapesti emlékhelyeket és a fejér vármegyei rokonokat. A hazatelepülés gondolata nem foglalkoztatta, családjával együtt megtalálta boldogulását az amerikai polgári életben. 84 éves korában, 1912 szeptember 13-án halt meg.

## Magánélete
Első felesége meghalt, másodszor is megnősült, amerikai nőt vett el, e házasságából nyolc gyermek született, egyik fia annak a banknak lett az igazgatója, amelyiknek apja az elnöke volt.